# Hedwig Dietzi-Bion
Hedwig Dietzi-Bion (Bern, 30 juli 1867 - Thun, 3 mei 1940) was een Zwitserse schrijfster.

## Biografie
Hedwig Dietzi-Bion was een dochter van Carl Theodor Bion. In 1892 huwde ze Ferdinand Dietzi, een tandarts. Na haar schooltijd aan de meisjesnormaalschool in Bern werd ze kindermeisje in Engeland. Vanaf 1898 schreef ze talrijke stukken in het Bernse dialect (Szenen) die meermaals werden heruitgegeven. Ze schreef ook toneelstukken gebaseerd op de verhalen van Ottilie Wildermuth, zoals Der Einsiedler im Walde uit 1913, maar ook gedichten en een werk gebaseerd op de Eerste Wereldoorlog, namelijk Zwischen den Völkern: Friedliche Kriegserlebnisse einer Schweizerfrau uit 1918.

## Werken
- (de)  Der Einsiedler im Walde, 1913.
- (de)  Zwischen den Völkern: Friedliche Kriegserlebnisse einer Schweizerfrau, 1918.